# Anthurium leonii
Anthurium leonii är en kallaväxtart som beskrevs av Eduardo G. Gonçalves. Anthurium leonii ingår i släktet Anthurium och familjen kallaväxter. Inga underarter finns listade.